# Подолян Юлія Володимирівна
Ю́лія Володи́мирівна Подоля́н (* 1985) — українська тхеквондистка, чемпіонка України, заслужений майстер спорту України (березень 2011).

## Життєпис
Народилася 1985 року в Одесі. 1996-го почала займатися тхеквондо.
Чемпіонка України в 2004—2011 роках.
Бронзова призерка командного чемпіонату Європи 2008 року в місті Конья (Туреччина), Срібна призерка Чемпіонату Європи 2010 року в Санкт-Петербурзі (РФ) Того ж року здобула бронзову нагороду Командного чемпіонату Європи 2010 року в Баку (Азербайджан).
2011 року на Чемпіонаті світу (Україна) дійшла до 1/8 фіналу (вагова категорія до 57 кг)
Станом на листопад 2018 року — тренер одеської КДЮСШ № 17